# Castalagina
Castalagina es un elagitanino, un tipo de tanino hidrolizable, que se encuentra en la madera de roble y castaño y en la corteza del tallo de Anogeissus leiocarpus y Terminalia avicennoides.
Castalagina e el (33beta)-isomero de vescalagina. Durante el envejecimiento de alcoholes en barricas de roble , la vescalagina puede ser extraída de la madera y, posteriormente, puede transformarse en nuevos derivados de reacciones químicas. Vescalagina es uno de los más abundantes elagitaninos extraídos de la madera de roble usando vino blanco.

## Derivados
El flavono-elagitanino conocido como acutissimin A se crea cuando el vescalagin tanino del roble interactúa con un flavonoide en el vino. 

## Biosíntesis
En algunas plantas, incluyendo el roble y el castaño, los elagitaninos se forman a partir de 1,2,3,4,6-pentagalloyl-glucosa y más elaborado mediante deshidrogenación oxidativa (formaciones de tellimagrandin II y casuarictin). Después de la conversión de casuarictina a pedunculagina, el anillo de piranosa de la glucosa se abre y se forma la familia de compuestos que incluyen casuariina, casuarinina, castalagina, y castlina, vescalagina y vescalina.
Castalagina por lo tanto forma estructura de un penta galoil -glucosa. Castalagina y vescalagin (1,2,3,5- nonahydroxytriphenoyl -4,6- hexahydroxydiphenoyl -glucosa) pueden estar más polimerizada en sus correspondientes dímeros roburin A y roburin D , y 33-carboxi-33-deoxyvescalagin.

## Glucósidos
Grandinina es un glucósido castalagina mediante la unión de la pentosa lixosa.